# Федерален център за техническо образование на Минас Жерайс
Федералният център за техническо образование на Минас Жерайс е висше училище в Бразилия с основна база в Белу Оризонти и клонове в още няколко града на щата Минас Жерайс.
Основано през 1910 година, училището обучава около 15 хиляди студенти, главно в инженерни специалности.